# Ostrożnica
Ostrożnica [pronunciación en polaco: /ɔstrɔʐˈnit͡sa/] (en alemán: Ostrosnitz) es un pueblo ubicado en el distrito administrativo de Gmina Pawłowiczki, dentro del condado de Kędzierzyn-Koźle, voivodato de Opole, en el sur de Polonia occidental. Se encuentra aproximadamente a 3 kilómetros al este de Pawłowiczki, a 15 kilómetros al suroeste de Kędzierzyn-Koźle, y a 49 kilómetros al sur de la capital regional Opole.
Antes de que 1945 el área era parte de Alemania.